# Mondovì
Mondovì – miejscowość i gmina we Włoszech, w regionie Piemont, w prowincji Cuneo.
Według danych na rok 2004 gminę zamieszkiwało 21 687 osób, 249,3 os./km².
W Mondovì znajduje się m.in. jezuicki kościół św. Franciszka Ksawerego, którego aranżacja wewnętrzna stanowi wczesne dzieło Andrei Pozza.
Urodził tu się dyplomata papieski bp Aloisio Gandolfi.
W miejscowości znajduje się stacja kolejowa Mondovì.